# Marcel Singor
Marcel Singor (Terschelling, 1972) is een Nederlands gitarist.

## Leven
Hij begon op negenjarige leeftijd met gitaar spelen. Hij was onder de indruk van Pete Townshends gitaarspel op You Better You Bet van The Who. Al vrij rap daarna ontving hij op dertienjarige leeftijd een prijs van Stichting Popmuziek Nederland met in de jury gitaristen als Ad Vandenberg en Dany Lademacher, gevolgd door de Dutch Guitar Award (gitaristen tot 21 jaar). Hij liet zich voornamelijk beïnvloeden door Jeff Beck, Todd Rundgren, Jimi Hendrix en Carlos Santana. Hij startte de muziekgroep Xam, dat het gelijknamige album uitbracht; gevolgd door de band Maxville met album Maxville uit 2002. Beide bands waren geen blijvertjes. Onder eigen naam verscheen in 2015 Futureproof, waarop bleek dat hij een multi-instrumentalist is geworden. Dat album kreeg in 2020 een vervolg in Travel light.
Ondertussen ontwikkelde hij zich als studiomuzikant, werkt samen met Bas Bron en als lid van band Brandko.   
Rob Palmen van Glassville Records bracht hem samen met Ton Scherpenzeel van Kayak, die bezig is met zijn/hun studioalbum Seventeen. Hij zou op een nummer meespelen, maar dat loopt uit op het volledige album. Sangor ging vervolgens met Kayak op tournee, maar een deel daarvan werd afgezegd; Scherpenzeel kreeg gezondheidsklachten. Hij kon daarop meespelen tijdens de Electric Castle-concerten van Ayreon van Arjen Lucassen. Daarna sloot hij zich aan bij de begeleidingsband van Fish; de concertreeks werd abrupt afgebroken door de coronacrisis.
In 2020 is Marcel Singor al enige tijd docent aan  het Conservatorium van Amsterdam. Hij woont dan om de hoek bij Cultuurpodium Boerderij in Zoetermeer

## Futureproof
- Futureproof (2015, Glassville Records GVR 018)
  - Musici: Bas Bron: Synthesizers, bassynthesizer, drummachine; Marcel Singor: gitaar, zang, bas, synthesizers
  - Muziek: 1:Authority (4:54, Singor) , 2: Peaking (4:52, Bron/Singor), 3: Let’s not talk (4:03, Singor), 4:Futureproof (6:15, Bron/Singor), 5: Did that really just happen? (4:27, Singor), 6: Late contender (2:56, Bron/Singor), 7: Flash (6;21, Bron/Singor), 8:Colour my time (5;22, Singor), 9: Practice (2:32, Singor), 10: Starstruck (5:37, Singor), 11 Technicolor (5:37, Bron/Singor)